# 弁天山 (徳島市)

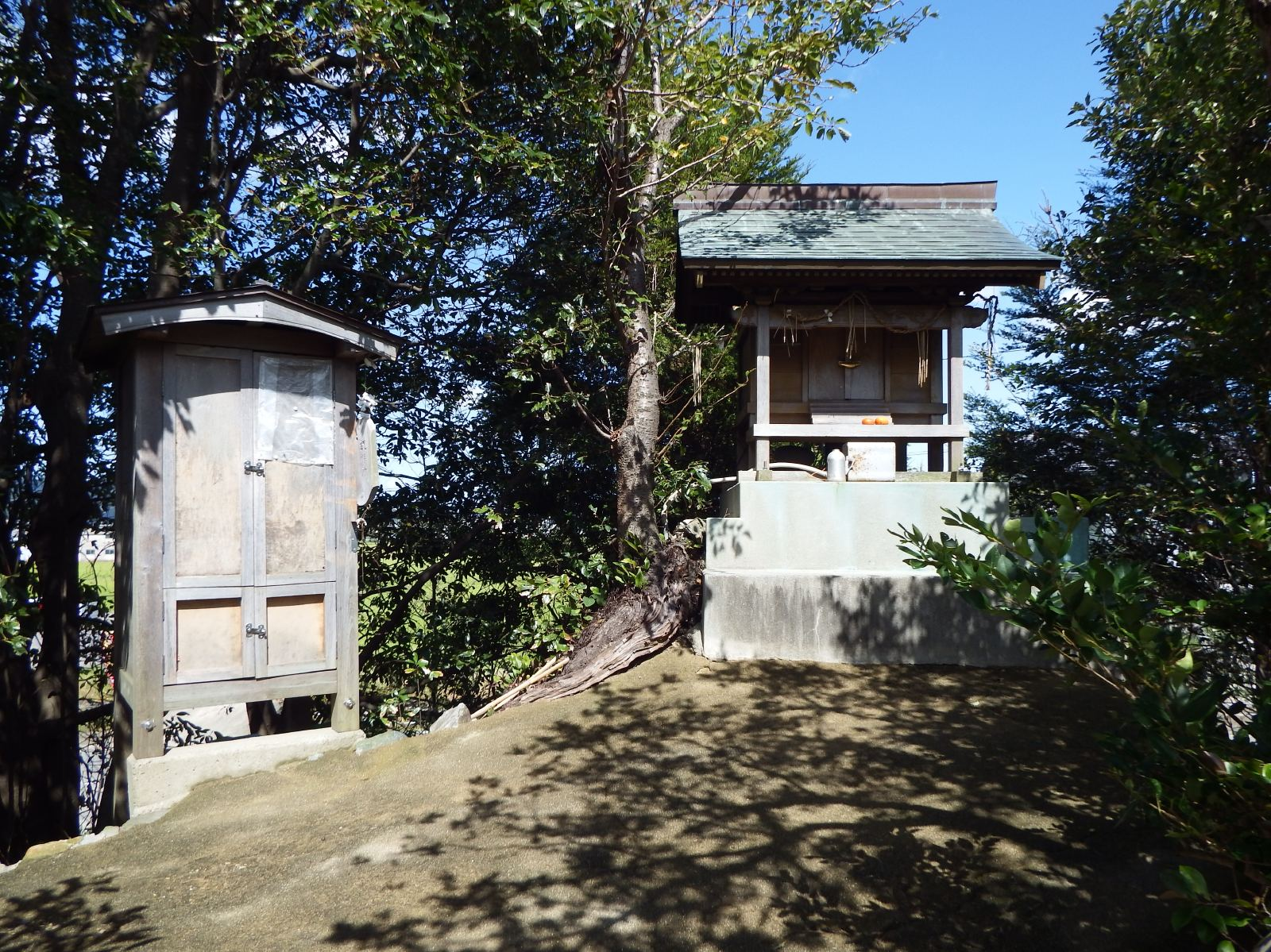
弁天山の山頂

弁天山（べんてんやま）は、徳島県徳島市方上町にある山。とくしま市民遺産の1つ。標高6.1mで、自然にできた山の中では日本で一番低い山である。

## 概要
「国土地理院発行の地形図に記載されている自然の山としては日本一低い」と徳島市ホームページ内に記載がある。
山頂に至る山道は階段とスロープで舗装され、さらに手摺も付けられるなど整備されており、通常であれば登山開始から登頂まで1分とかからない。
保存会が存在し、標高の数字に合わせて毎年6月1日に山開きを行っている。

## 歴史
源義経が元暦2年（1185年）小松島に上陸し、当山南西の山を越え讃岐壇ノ浦に平家討伐の軍勢を進行させた伝説があり、当時は海に浮かぶ小島であったが、室町時代に潮が引き小山となり、周辺は水田開発され現在に至ったとされている。山頂の神社は市杵島姫命を祭神とした厳島神社を勧請し、古来弁財天として村人に信仰されてきた。近くを通る藩道は土佐街道として往来されてきた。

## 交通
- JR牟岐線「地蔵橋駅」から徒歩10分[10]。
- 徳島市営バス丈六寺南（とくしま動物園・渋野）行「方上小学校前」から徒歩4分[10]。